# 국립농산물품질관리원 경북지원
국립농산물품질관리원 경북지원(國立農産物品質管理院 慶北支院)은 국립농산물품질관리원의 소속기관이다. 1999년 5월 24일 발족하였으며, 대구광역시 북구 동암로 76에 위치하고 있다. 지원장은 서기관 또는 기술서기관으로 보한다.

## 연혁
- 1949년 2월 16일: 농산물검사소에 대구지소 설치.
- 1963년 5월 28일: 국립농산물검사소 소속으로 개편.
- 1995년 3월 10일: 경상북도지소로 개편.
- 1998년 7월 1일: 경북지소로 개편.
- 1999년 5월 24일: 국립농산물품질관리원 경북지원으로 개편.
- 2011년 6월 15일: 출장소를 사무소로 개편.

## 관할구역
- 대구광역시
- 경상북도

## 조직

### 지원장
| - 유통관리과 - 품질관리과 | - 사무소 - 포항·울릉사무소 - 경주사무소 - 김천사무소 - 안동사무소 - 영천사무소 - 경산사무소 - 청도사무소 - 구미·칠곡사무소 - 상주사무소 - 의성·군위사무소 - 영덕사무소 - 청송·영양사무소 - 성주사무소 - 고령사무소 - 문경사무소 - 예천사무소 - 영주사무소 - 봉화사무소 - 울진사무소 |